# Commissione di epurazione
La commissione di epurazione fu un organo istituito in Italia, dopo la caduta del fascismo, con l'incarico di rimuovere dai loro incarichi le persone più coinvolte con il passato regime.

## Storia

### I primi provvedimenti nell'AMGOT
Il problema delle epurazioni incominciava a essere avvertito in Sicilia, prima regione liberata dagli Alleati nel luglio 1943, ma il Governo militare d'occupazione (l'AMGOT, Allied Military Government of Occupied Territories) preferì dedicarsi prima ai problemi di estrema urgenza e si limitò alla compilazione di una lista nera degli elementi giudicati pericolosi.
Venne però riscontrata una certa differenza di comportamento da parte degli Alleati: rispetto agli inglesi, gli americani furono più rigorosi. Complessivamente, salvo sporadiche eccezioni, solo i prefetti e i podestà dei comuni più importanti furono rimossi dall'incarico e sostituiti. I podestà dei piccoli paesi continuarono a collaborare con l'amministrazione Alleata, così come i funzionari comunali.
Nell'Italia amministrata dal governo Badoglio, prima dell'armistizio di Cassibile non ci fu quasi epurazione salvo particolari episodi isolati. Dopo l'8 settembre 1943 gli Alleati continuarono tendenzialmente a condurre una linea "morbida", mentre il governo italiano assumeva solo gradualmente compiti amministrativi nei territori riconsegnati dalle autorità militari.

### I provvedimenti del governo Badoglio I
Nel dicembre 1943 fu emanato un primo decreto (regio decreto-legge 28 dicembre 1943, n. 29/B): “Defascistizzazione delle amministrazioni dello Stato, degli enti locali e parastatali, degli enti sottoposti a vigilanza o tutela dello Stato e delle aziende private esercenti pubblici servizi o d'interesse nazionale”. In esso fu previsto che apposite Commissioni d'epurazione dovevano giudicare i soggetti che erano allontanati dalle loro cariche e dichiarati temporaneamente sospesi e che avevano dovuto compilare appositi questionari.

### L'Alto Commissario per la epurazione nazionale del fascismo
Senza prevedere appositi poteri, con una nomina di coloritura essenzialmente politica il secondo governo Badoglio poi provvide a designare un Alto commissario a livello centrale.
- Tito Zaniboni dal 22 aprile al 2 giugno 1944
- Carlo Sforza dal 6 giugno 1944
  - Mario Berlinguer, commissario aggiunto dal 2 al 18 giugno 1944

### L'Alto commissariato per le sanzioni contro il fascismo
Il 27 luglio 1944 (nel frattempo capo del governo era Ivanoe Bonomi) fu emanato il decreto legislativo luogotenenziale n. 159: "Sanzioni contro il fascismo", che regolava l'epurazione dell'amministrazione pubblica e, all'art. 40, istituiva l'"Alto Commissariato per le Sanzioni contro il Fascismo".
Vennero poi articolate le Delegazioni Provinciali. L'Alto Commissariato aveva il compito di "dirigere e vigilare sull'operato di tutti gli organi che irrogavano le sanzioni contro i fascisti" (art. 41). Tra le disposizioni previste dal decreto n. 159 si noti che:
- erano dispensati dal servizio tutti coloro che avevano partecipato attivamente alla vita politica del fascismo, conseguendo nomine od avanzamenti per il favore del partito, anche nei gradi minori (art. 12);

- erano dispensati dal servizio i dipendenti delle amministrazioni che durante il ventennio fascista avevano rivestito cariche importanti o che, dopo l'8 settembre 1943, erano rimasti fedeli al governo della Repubblica Sociale Italiana (art.17); le stesse disposizioni si applicavano ai dipendenti che avessero dato "prova di faziosità fascista o dell'incapacità, o del malcostume introdotti dal fascismo nelle pubbliche Amministrazioni" (art. 13);

- erano previste misure disciplinari di minore gravità per coloro che – pur rivestendo qualifiche fasciste – "non avessero dato prova di settarietà e di intemperanza fascista" (art. 14);

- chi, dopo l'8 settembre 1943, si era distinto nella lotta contro i tedeschi, poteva andare esente dalla dispensa e da ogni misura disciplinare (art. 16).

### L'Ufficio speciale per le sanzioni contro il fascismo e la fine
L'Alto Commissariato cessò di esistere nel febbraio del 1946, con il passaggio delle sue attribuzioni alla Presidenza del Consiglio dei Ministri, e l'istituzione dell'Ufficio speciale per le sanzioni contro il fascismo, alle sue dirette dipendenze.
L'Ufficio venne affidato a Pasquale Carugno e si avvalse della collaborazione dei magistrati: Ruta, Jannaccone, Curcio (futuro segretario della Commissione per l'esame dei ricorsi dei confidenti dell'OVRA), Ponzi, De Martino, Milanese, Gabrieli e Caracciolo; e dei commissari di PS: Scienza e Fontana.
Si occupò anche di redigere gli elenchi dei confidenti OVRA da sottoporre alla Commissione per la pubblicazione delle liste dei fiduciari OVRA.
Su proposta del ministro della Giustizia e leader del PCI Palmiro Togliatti fu prevista l'amnistia generale del 22 giugno 1946, poi completata con il Decreto del Presidente della Repubblica del 23 dicembre 1949 denominato “Concessione di indulto”.

## Composizione
Alla guida dell'Alto commissariato veniva nominato il conte Carlo Sforza, allora vicino al Partito d'Azione, coadiuvato da un Commissariato aggiunto per l'epurazione, incarico a cui venne preposto il comunista Mauro Scoccimarro.
Altri commissari aggiunti furono: Mario Berlinguer, come Sforza ereditato dalla precedente gestione inaugurata con la presa di Roma nel giugno 1944; Mario Cingolani, cattolico proveniente dalle file del Partito Popolare, che doveva occuparsi dell'avocazione dei profitti di regime; il giornalista Pier Felice Stangoni, incaricato della liquidazione dei beni fascisti.
Dopo la nomina nel governo di Scoccimarro, nel dicembre 1944 gli subentrò come Alto commissario aggiunto Ruggiero Grieco. L'ultimo Alto Commissario in carica fu Pietro Nenni.

### Le commissioni di epurazione
Le "commissioni per l'epurazione", furono regolamentate dal decreto legislativo luogotenenziale del 13 settembre 1944, n. 198.
Il Commissario proponeva le sanzioni alle "commissioni per l'epurazione", comminando sanzioni amministrative. Invece, per membri del Governo, delle Assemblee legislative o alti gerarchi, le sue proposte di sanzioni penali confluivano all'Alta corte di giustizia per le sanzioni contro il fascismo: in tali procedimenti l'Alto commissariato aveva funzioni di pubblico ministero.
Il Decreto Luogotenenziale n. 159 del 22 aprile 1945 regolamentò ulteriormente la materia.
Secondo le statistiche ufficiali ci fu un gran numero di procedimenti aperti a carico dei funzionari, ma prevalse presto un atteggiamento meno rigoroso.Secondo il "rapporto sull'epurazione", su 143.781 dipendenti pubblici esaminati, 13.737 furono processati e, di questi ultimi, solo 1.476 furono rimossi dal loro incarico.

## Altre Commissioni

### Le commissioni di epurazione per l'OVRA
Nel dopoguerra furono create anche delle specifiche Commissioni per la pubblicazione delle liste dei fiduciari OVRA:
- I Commissione per la pubblicazione delle liste dei fiduciari OVRA - "Commissione Cannarsa" (Decreto Ministeriale del 6 febbraio 1946)
- II Commissione per la pubblicazione delle liste dei fiduciari OVRA - "Commissione Brugner" (Decreto Ministeriale del ? agosto 1946)
- Commissione per l'esame dei ricorsi dei confidenti dell'OVRA - "Commissione Cataldi" (Decreto Presidenziale dell'11 luglio 1946)

### La commissione per gli illeciti arricchimenti fascisti
Nel dopoguerra fu creata anche la speciale Commissione per gli illeciti arricchimenti fascisti:
- Commissione Speciale per la devoluzione allo Stato dei patrimoni di non giustificata provenienza (Regio Decreto-Legge nº 720 del 09.08.1943, pubblicato sulla Gazzetta Ufficiale del Regno d'Italia nº 189 del 16.08.1943, Pagg. 2654-2655), in esercizio dal 02.09.1943 al 28.07.1944.